# Stahlwerk III der Georg Fischer AG

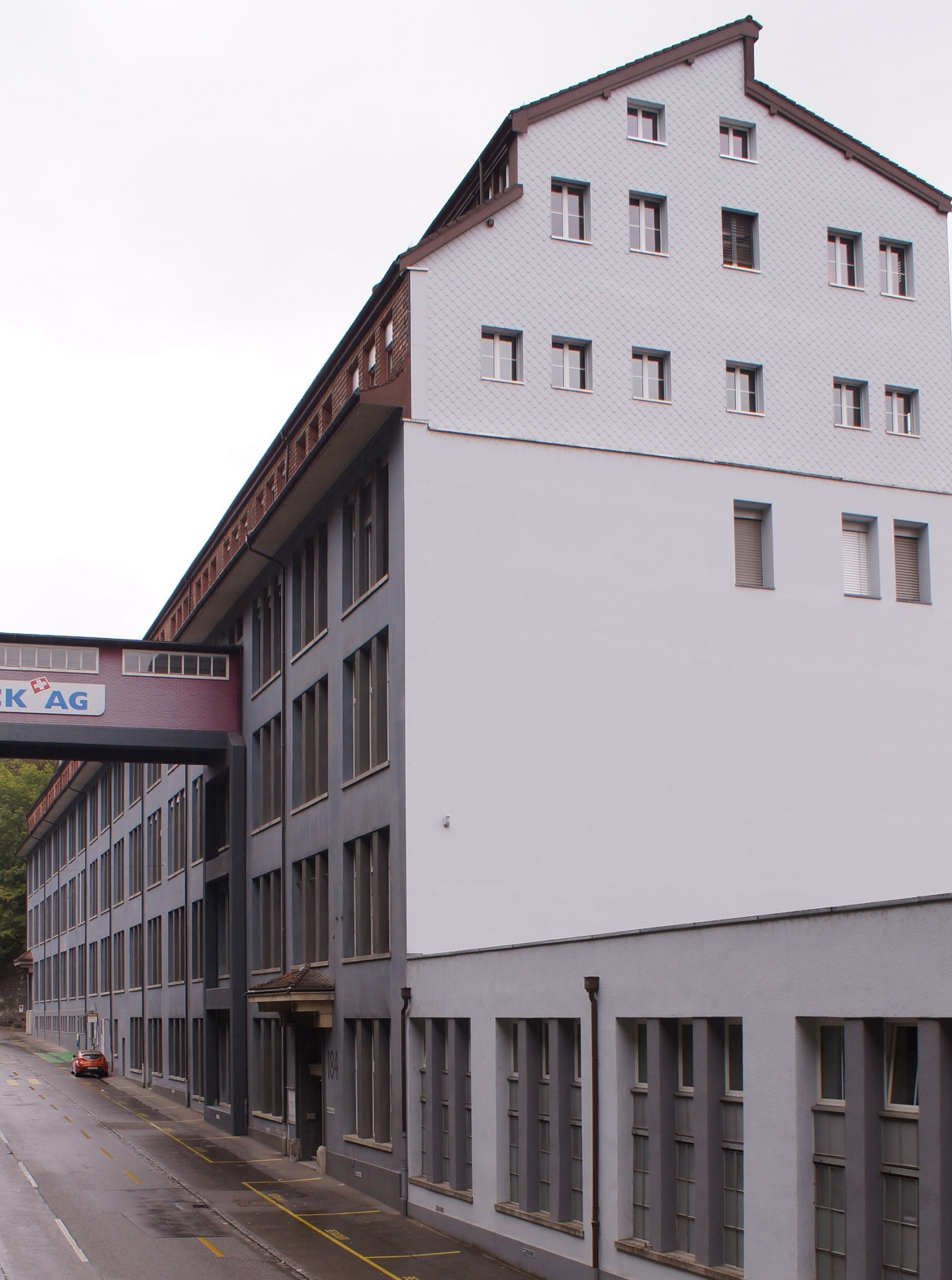
Ehemaliges Stahlwerk III (2020)

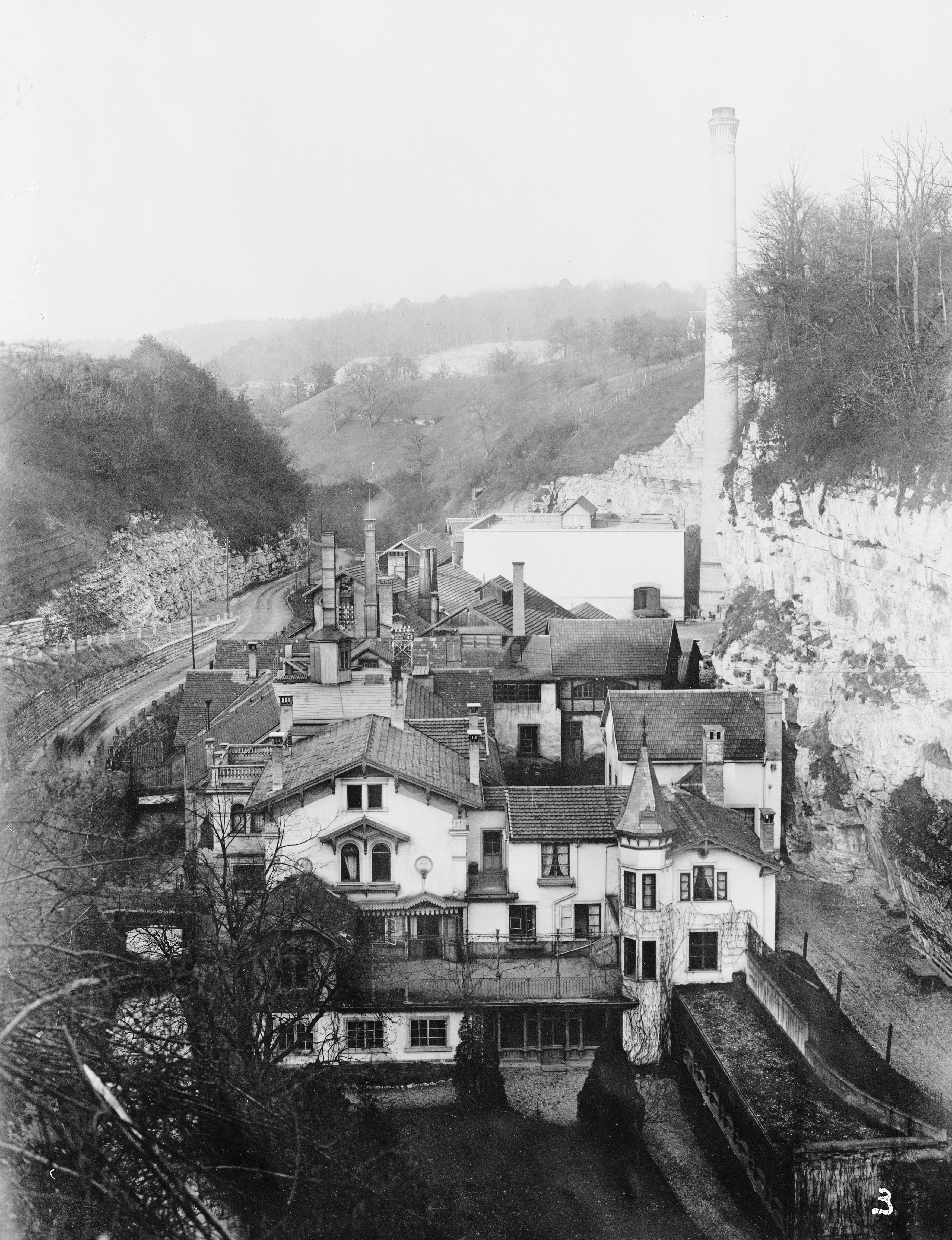
Stahlwerk III, um 1900

Das Stahlwerk III der Georg Fischer AG ist ein ehemaliges Industriegebäude der Georg Fischer AG (GF) in Schaffhausen. Das Bauwerk im neoklassizistischen Stil wurde um 1915 errichtet. Es ist im Kulturgüterschutz-Inventar der Schweiz als «Kulturgut von regionaler Bedeutung» (B-Objekt, KGS-Nr. 14502) klassifiziert und wird von Gewerbebetrieben genutzt.

## Lage
Das Gebäude befindet sich in der Mühlentalstrasse 184–188 auf der Ostseite des Mühlentals schräg gegenüber der «Gaserei» genannten und 1943 errichten Energiezentrale des Unternehmens. Das gesamte auch Mülitaal genannte Tal wird noch im 21. Jahrhundert von den ehemaligen Werksanlagen der Firma geprägt.
Der nahe «Felsenstieg» ist ein Treppenweg, der vom Werk zu den Werksiedlungen «Schwarzadlergüetli» und «Stahlwerkstrasse» auf dem Plateau der «Breite» führt, die in Teilen ebenfalls als B-Objekte ausgewiesen und Teil des «Ortsbilds von nationaler Bedeutung» im Inventar der schützenswerten Ortsbilder der Schweiz (ISOS) sind.

## Geschichte
Die 1802 gegründete Firma Georg Fischer wurde seit den 1860er Jahren im Mühlental umfassend erweitert und 1896 in eine Aktiengesellschaft umgewandelt. Drei Jahre später errichtete Locher & Cie das Verwaltungsgebäude des Unternehmens. «Werk III» wurde um eine Glüherei erweitert. Das Unternehmen hatte damals einen Bestand von 1600 Mitarbeitern. Unter der Leitung des Generaldirektors Ernst Jakob Homberger expandierte die Firma weiter. Die Karlsruher Architektengemeinschaft «Curjel & Moser» plante 1910 die Siedlung Stahlwerkstrasse, erweiterte 1912 das Verwaltungsgebäude und entwarf zu gleicher Zeit auch einen Erweiterungsbau für das «Werk I».
Karl Moser war noch 1931 planend für Georg Fischer tätig. Die Fassade von «Werk III» hat die gleiche Formensprache wie die von «Werk I». Später erhielt «Werk III» einen Erweiterungsbau auf der westlichen Strassenseite. Eine geschlossene Fußgängerbrücke verbindet beide Gebäude. Hauptnutzer ist ein gegenwärtig ein «Systemlieferant für Medizinalverpackungen».
Zu den für den Neubau abgerissenen Teilen des «Werks III» gehörte eine Fabrikantenvilla.

## Beschreibung
Der Hauptbau von «Werk III» ist ein langgestrecktes Gebäude mit vier Geschossen und 19 Fensterachsen. Die hohen Fenster sind in drei Teilen gegliedert. Die Fußgängerbrücke überspannt vom vierten Geschoss aus die Strasse. Im mehrfach versetzten Pultdach sind zwei weitere Geschosse ausgebaut.

## Fussnoten
1. ↑  Architekt war Emil Rudolf Mewes, 1956 um ein Kesselhaus von Adolf Kellermüller erweitert. Vgl. Denkmalpflege Schaffhausen (Hrsg.): Schaffhausen. Geschichte – Stadt – Zukunft. Eine Publikation zum Verzeichnis der schützenswerten Kulturdenkmäler (VKD) der Stadt Schaffhausen. Schaffhausen 2019. (online) S. 20.
2. ↑  Siehe Fotografie (um 1900).